# تنوير (فلسفة)

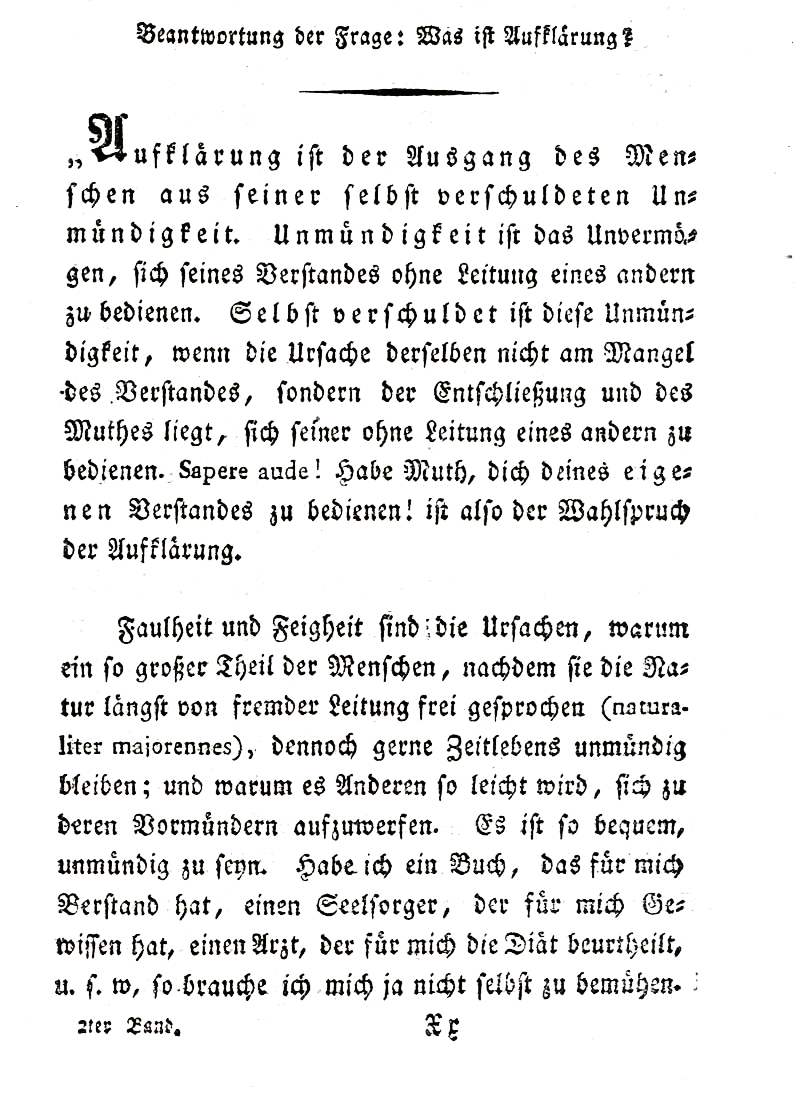
مقالة ما هو التنوير؟ 1799 version

 تنوير مصطلح يشير إلى نشوء حركة ثقافية تاريخية قامت بالدفاع عن العقلانية ومبادئها كوسائل لتأسيس النظام الشرعي للأخلاق والمعرفة (بدلا من الرب الدين.و من هنا نجد ان ذلك عصر التنوير هو بداية ظهور الافكار المتعلقة بتطبيق العلمانية رواد هذه الحركة كانوا يعتبرون مهمتهم قيادة العالم إلى التطور والتحديث وترك التقاليد الدينية والثقافية القديمة والأفكار اللاعقلانية ضمن فترة زمنية دعوها «بالعصور المظلمة».
التنوير حركة فكرية خلال مرحلة مهمة من تاريخ أوروبا الحديث في القرنين 18 و19، قام بها الفلاسفة والعلماء، الذين نادوا بقوة العقل وقدرته على فهم العالم وإدراك ناموسه وقوانين حركته. اعتمد التنويريون على التجربة العلمية والنتائج المادية الملموسة بدلا من الاعتماد على الخرافة والخيال.
من أهم أعلام التنوير في بريطانيا، فرانسيس بيكون، المحامي الإنجليزي الذي طالب بالاعتماد على منهج علمي جديد يقوم على أساس من التجربة. وبشّر بيكون بحالة جديدة تتحقق في المستقبل، عندما تصبح المعرفة مصدر القوة التي تمكن الإنسان من السيطرة على الطبيعة. كذلك اسحاق نيوتن، عالم الرياضيات، الذي قال بأن العالم يسير حسب مجموعة من القواعد الطبيعية تحكمها قوى عوامل الجاذبية. وأكد نيوتن أن في استطاعة الإنسان إذا اعتمد على نور العقل تفسير الظواهر الطبيعية وإدراك دوره في العالم المجهول.
في جوابه على سؤال القس يوهان فريدريش تسولنر (1753 – 1804): ما هو التنوير؟ يحدد إيمانويل كانت مفهوم التنوير بأنه: خروج الإنسان من قصوره الذي اقترفه في حق نفسه من خلال عدم استخدامه لعقله إلا بتوجيه من إنسان آخر. ويحصر كانت أسباب حالة القصور تلك في السببين الأساسيين التاليين: الكسـل والجبــن ! فتكاسل الناس عن الاعتماد على أنفسهم في التفكير أدى من جهة إلى تخلفهم، ومن جهة أخرى هيأ الفرصة للآخرين لاستغلالهم، وذلك بسبب عامل الخوف فيهم.
على الرغم من تأييد إيمانويل كانت لمبادئ الثورة الفرنسية – لا يؤيد طريق الثورة بوصفه الطريق السليم للإصلاح. وذلك أنه كان يرى بأن تغيير اتجاه العقول من الاعتماد على الغير إلى الاستقلال الذاتي أمر لا ينفع فيه تحول مفاجئ، كالذي يحدث في الثورات، وإنما تعين عليه التربية العقلية والنقدية. ومن هنا، يضع كنت شرط «الحرية» بوصفه مطلبا ضروريا لنشأة التنوير واستمراره.
هنا أيضا، يميز إيمانويل كانت بين «استخدامين» لمفهوم الحرية، أحدهما هو الاستخدام العلني للعقل في كل الأمور – وهذا هو المطلب الأساسي -، والاستخدام الخاص – ويقصد به الاستخدام الوظيفي -، وهنا أيضا تنشأ إشكالية الفصل في الإنسان الواحد بين «المواطن» وبين «الموظف».
على الرغم من أن «تأسيس ميتافيزيقا الأخلاق» سوف يظهر بعد أقل من عام واحد (1785) من ظهور مقال: الجواب على سؤال ما التنوير؟ (1784) وهو الكتاب الذي يبين فيه كنت وبوضوح كيف أن إطاعة «القانون» لا تعني إلغاء الحرية الفردية، بل على العكس تدعمها وتقويها، طالما كانت القوانين صادرة عن الأفراد بوصفهم أعضاء فاعلين في المجتمع. أقول على الرغم من ذلك، إلا أننا لا نجد أية إشارة لا من قريب ولا من بعيد في هذا المقال تفيد هذا المعنى، وإنما في المقابل نجد أن كنت يقول صراحة بتعارض الحرية الفردية مع القانون والنظام العام في الدولة، والذي سوف يقول أيضا بتقديم النظام على الحرية الخاصة !!!

## وصلات خارجية
- الأوان من أجل ثقافة عقلانية تنويرية
- ما هو التنوير؟
- د. جمال الدين بن عبد الجليل: حول تجاذبات الإجابة عن سؤال التنوير في السياق العربي الإسلامي